# Alessandro Polita
Alessandro Polita (Jesi, 3 giugno 1984) è un pilota motociclistico italiano due volte campione italiano: nella Superstock 1000 nel 2005 e nella Superbike nel 2010, vincitore della Superstock 1000 FIM Cup nel 2006 e del campionato russo Superbike nel 2024.
Anche sua sorella, Alessia Polita, ha corso come pilota professionista fino al 2013, quando un incidente in pista le provocò la paralisi degli arti inferiori.

## Carriera
Nel 2001 è pilota titolare nel campionato italiano Supersport dove però non ottiene punti, migliora nelle stagioni 2002 e 2003 concludendo diciannovesimo e settimo. Nel 2004 è quinto nel campionato italiano Stock1000 con una vittoria in gara e nel 2005 vince questa categoria. Nel 2006 è vice-campione italiano Superbike e nella stessa stagione è vincitore della coppa del Mondo Superstock 1000 con una Suzuki GSXR1000 K6 del team Celani Suzuki Italia, nel 2007 fa il suo esordio nel campionato Mondiale Superbike con lo stesso team. In questa stagione, dove Polita riporta alcuni infortuni, ottiene con la sua Suzuki GSX-R1000 K6 otto punti iridati che gli valgono il 24º posto nella classifica generale.
Nel 2008 accetta le proposte del team Sterilgarda Go Eleven per correre con una Ducati 1098R nella Superstock 1000 FIM Cup, pertanto lo jesino rientra nel campionato che lo ha già visto vincitore nel 2006. Termina la stagione al terzo posto, lottando per il titolo fino all'ultima gara, vincendo anche il gran premio di San Marino a Misano Adriatico. Parallelamente alla FIM Cup, prende parte al campionato Italiano Stock 1000 classificandosi al quinto posto. Il 2009 doveva essere la stagione del suo ritorno nel mondiale Superbike, sempre con il team Sterilgarda, ma l'imperante crisi economica mondiale che colpisce tutti i settori industriali e la rinuncia di alcuni sponsor a finanziare la squadra, costringe il team bresciano a disputare la stagione con il solo Shane Byrne.
Dopo qualche settimana, Polita trova comunque sistemazione nel campionato mondiale Supersport alla guida della Suzuki GSX-R600 del team Hoegee Suzuki, rimpiazzando dal quarto gran premio stagionale l'australiano Shaun Geronimi. Il 13 giugno 2009, a seguito del ritiro per problemi economici del team Hoegee, lascia dopo soli quattro gran premi anche il mondiale Supersport.
Il 4 luglio 2009 viene annunciato un ulteriore cambiamento, infatti si accorda con il team Celani Race per partecipare al mondiale superbike in sostituzione di Karl Muggeridge a partire dal Gran Premio di San Marino. Con lo stesso team prende parte, in qualità di pilota wild card, al Gran Premio di Vallelunga nel CIV Superbike chiudendo la gara al quinto posto. Partecipa poi alla gara finale al Mugello con un'Aprilia RSV4, nella categoria Stock 1000, classificandosi settimo. Nella stessa stagione prende parte al campionato Europeo Superstock 1000 svoltosi in gara unica ad Albacete dove si classifica al nono posto. Nel 2010 partecipa al campionato italiano Superbike con una Ducati 1098R del team Barni Racing. Vince il titolo piloti con una gara d'anticipo rispetto al termine della stagione, vincendo 2 gare e salendo sul podio in tutte le prove in calendario, sopravanzando di 41 punti il compagno di squadra Stefano Cruciani. Nel 2011 si ripete la sua partecipazione al campionato Italiano Velocità col team Barni su Ducati e ad alcune gare del mondiale Superbike come wild card. 
Nel 2012 passa al campionato britannico Superbike, con una Ducati si classifica trentunesimo. Nel 2013, utilizzando motociclette Suzuki e Ducati, si classifica quindicesimo nel campionato Italiano Superbike conquistando un podio. Nel 2014, dopo aver conquistato cinque piazzamenti a podio su dieci gare in calendario, si classifica al quarto posto nel campionato italiano Superbike, con una BMW S1000RR. Nel 2015 è nuovamente pilota titolare nel CIV Superbike, chiude al tredicesimo posto in classifica. Nel 2016, oltre a disputare il campionato Italiano classe Superbike, fa il suo esordio al Tourist Trophy, giungendo 47º nella categoria Superbike e 40º nella gara della Superstock.
Nel 2018 partecipa al campionato tedesco Superbike a bordo di una Honda CBR 1000RR, facendo 22 punti in tre prove e sei gare per il team Holzhauer Racing Promotion. Nel 2019 corre ancora per lo stesso team, ed ottenendo un terzo posto in gara 1 a Most, facendo 152 punti, senza però essere mai in lizza per il titolo di campione. Nel 2020 corre ancora per il team Holzhauer Racing Promotion.

## Risultati in gara

### Risultati nel mondiale Supersport
| 2001 | Moto   |  |  |  |  |  |    |    |  |  |  |  |  |  |  | Punti | Pos. |
| ---- | ------ |  |  |  |  |  | -- | -- |  |  |  |  |  |  |  | ----- | ---- |
| 2001 | Yamaha |  |  |  |  |  | 19 | 22 |  |  |  |  |  |  |  | 0     |      |

| 2003 | Moto   |  |  |  |    |  |  |    |  |  |    |  |  |  |  | Punti | Pos. |
| ---- | ------ |  |  |  | -- |  |  | -- |  |  | -- |  |  |  |  | ----- | ---- |
| 2003 | Yamaha |  |  |  | 16 |  |  | 13 |  |  | 15 |  |  |  |  | 4     | 33º  |

| 2009 | Moto   |  |  |  |     |    |     |    |  |  |  |  |  |  |  | Punti | Pos. |
| ---- | ------ |  |  |  | --- | -- | --- | -- |  |  |  |  |  |  |  | ----- | ---- |
| 2009 | Suzuki |  |  |  | Rit | 15 | Rit | 20 |  |  |  |  |  |  |  | 1     | 37º  |

| Legenda | 1º posto        | 2º posto            | 3º posto           | A punti      | Senza punti        | Grassetto – Pole position Corsivo – Giro più veloce |
| Legenda | Gara non valida | Non qual./Non part. | Ritirato/Non class | Squalificato | '-' Dato non disp. | Grassetto – Pole position Corsivo – Giro più veloce |

### Risultati nel mondiale Superbike
| 2007 | Moto   |    |    |    |    |     |    |  |  |  |  |    |     |     |    |     |    |  |  |  |  |  |  |  |  |  |  |  |  | Punti | Pos. |
| ---- | ------ | -- | -- | -- | -- | --- | -- |  |  |  |  | -- | --- | --- | -- | --- | -- |  |  |  |  |  |  |  |  |  |  |  |  | ----- | ---- |
| 2007 | Suzuki | 13 | 15 | 15 | 15 | Rit | NP |  |  |  |  | 14 | Rit | Rit | AN | Rit | 17 |  |  |  |  |  |  |  |  |  |  |  |  | 8     | 24º  |

| 2009 | Moto   |  |  |  |  |  |  |  |  |  |  |  |  |  |  |    |    |    |     |     |     |  |  |  |  |  |  |  |  | Punti | Pos. |
| ---- | ------ |  |  |  |  |  |  |  |  |  |  |  |  |  |  | -- | -- | -- | --- | --- | --- |  |  |  |  |  |  |  |  | ----- | ---- |
| 2009 | Suzuki |  |  |  |  |  |  |  |  |  |  |  |  |  |  | 15 | 23 | 22 | Rit | Rit | Rit |  |  |  |  |  |  |  |  | 1     | 41º  |

| 2011 | Moto   |  |  |  |  |  |  |  |  |  |  |    |     |  |  |  |  |  |  |  |  |    |     |  |  |  |  |  |  | Punti | Pos. |
| ---- | ------ |  |  |  |  |  |  |  |  |  |  | -- | --- |  |  |  |  |  |  |  |  | -- | --- |  |  |  |  |  |  | ----- | ---- |
| 2011 | Ducati |  |  |  |  |  |  |  |  |  |  | 13 | Rit |  |  |  |  |  |  |  |  | 14 | Rit |  |  |  |  |  |  | 5     | 27º  |

| 2012 | Moto   |  |  |  |  |  |  |  |  |  |  |  |  |  |  |  |  |    |     |  |  |  |  |  |  |  |  |  |  | Punti | Pos. |
| ---- | ------ |  |  |  |  |  |  |  |  |  |  |  |  |  |  |  |  | -- | --- |  |  |  |  |  |  |  |  |  |  | ----- | ---- |
| 2012 | Ducati |  |  |  |  |  |  |  |  |  |  |  |  |  |  |  |  | 12 | Rit |  |  |  |  |  |  |  |  |  |  | 4     | 32º  |

| Legenda | 1º posto        | 2º posto            | 3º posto           | A punti      | Senza punti        | Grassetto – Pole position Corsivo – Giro più veloce |
| Legenda | Gara non valida | Non qual./Non part. | Ritirato/Non class | Squalificato | '-' Dato non disp. | Grassetto – Pole position Corsivo – Giro più veloce |